# Liste der palästinensischen Botschafter in Tschechien

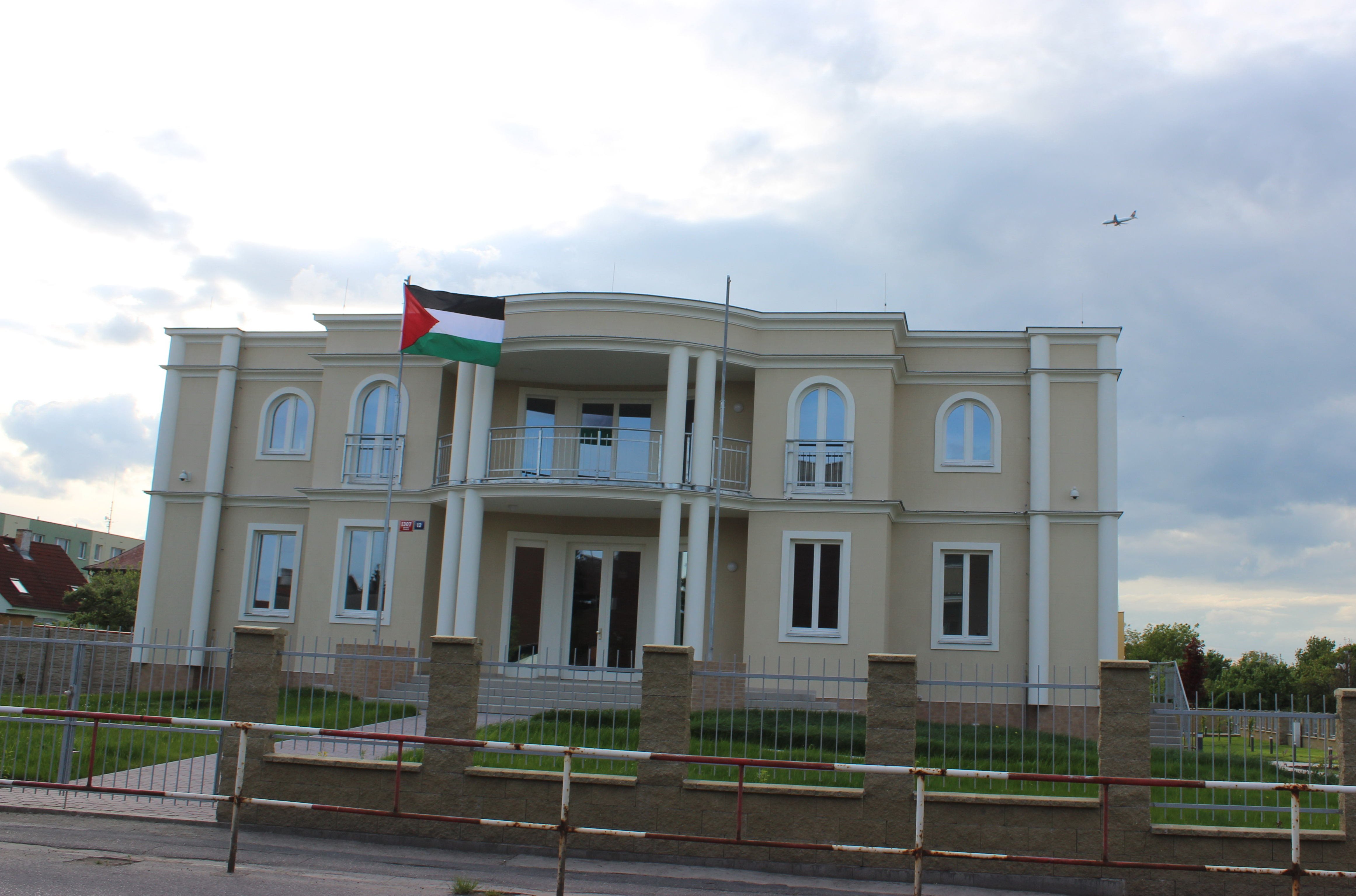
Die Botschaft befindet sich in Internacionální 1307/12, 6-Praha-Suchdol, Prag.

Von 1976 bis zur Proklamation des Staates Palästina am 15. November 1988 war ein Vertreter der PLO in Prag akkreditiert, dem ab 1983 ein diplomatischer Status eingeräumt wurde.
| Ernennung Akkreditierung | Botschafter        | Bemerkungen                                                                                   | ernannt von        | akkreditiert während der Regierung von | Posten verlassen |
| ------------------------ | ------------------ | --------------------------------------------------------------------------------------------- | ------------------ | -------------------------------------- | ---------------- |
| Dez. 1988                | Samih Abdel Fattah | [ 2 ]                                                                                         | Jassir Arafat      | Gustáv Husák                           |                  |
| 21. März 2007            | Mohamed Salayhem   | Mohamed Salaymeh Mohamed Salaymeh - Ambassador Extraordinary and Plenipotentiary of Palestine | Mahmud Abbas       | Václav Klaus                           |                  |
| 11. Okt. 2013            | Jamal al-Jamal     | (* 3. April 1957; † 1. Januar 2014 in Prag)                                                   | Abd al-Aziz Duwaik | Jiří Rusnok                            | 1. Jan. 2014     |
| 1. Jan. 2014             | Jadallah Sabatin   | Geschäftsträger                                                                               | Abd al-Aziz Duwaik | Jiří Rusnok                            |                  |